# 古惑仔之火拼街頭
《古惑仔之火拼街頭》是一部2000年上映的香港電影，本片遠於韓國取景，由高飛監製，導演為梁大偉，高飛、鍾淑慧及尹揚明領銜主演。

## 劇情
龍飛（高飛 飾）定居於韓國，他想在那裏做些正行生意，但卻被喪榮（崔健泰 飾）搞成未能如願，途中有一連串事件，令龍飛慢慢懷疑他的養子Jimmy（高俊傑 飾），馬輝（尹揚明 飾）在漢城裏潛逃中，他在途中救下了被喪榮追殺的太子（李維錦 飾），太子為了報恩，介紹了一名漂亮女子莉莉（鍾淑慧 飾）及卡文（李純愛 飾）。如龍飛的懷疑，Jimmy果然是個叛徒，他居然和喪榮合作，喪榮和Jimmy的行徑越趨白熱化，但被馬輝識破。Jimmy憤怒之下指使喪榮的手下把卡文強暴，卡文傷心之下，自殺身亡。Jimmy同時也派人把龍飛的親信超叔及親生兒子太子殺死了。龍飛得知后派成為他的殺手的馬輝去殺死Jimmy，喪榮的兄弟雖被馬輝殺死，但是他卻被Jimmy槍殺了，龍飛得知后只好親自解決Jimmy，他打探到消息後，馬上前往那裏，槍殺Jimmy，但同時亦被Jimmy的手下槍殺，片終。

## 演員
| 演員   | 角色   | 粵語配音 | 備註                                                                                                 |
| 高飛   | 龍飛   | 周永坤   | 龍爺 韓國黑幫老大，但一直想轉回正行生意 太子之父 佔美之養父，後反目 最後槍殺佔美，但被其手下槍殺     |
| 尹揚明 | 馬輝   |          | 阿輝 韓國黑幫殺手 在一次意外救下了太子，後為朋友 龍飛之手下打手 最後只殺死佔美手下，被其槍殺         |
| 鍾淑慧 | 莉莉   |          | 卡文之好友 和馬輝相戀                                                                                |
| 高俊傑 | 佔美   | 黃志明   | 本片終極大反派 Jimmy 韓國黑幫成員 龍飛之養子，後反目 幫派叛徒，和喪榮合作 最後槍殺馬輝，但被龍飛槍殺 |
| 崔健泰 | 太子   | 黃志成   | 龍飛之子 韓國黑幫成員 在一次意外被馬輝救走，兩人成為朋友 後被Jimmy派人殺害                           |
| 李純愛 | 卡文   |          | 莉莉之好友 後被Jimmy派人強姦，並自殺身亡                                                             |
| 金相旭 | 佔手下 |          | 韓國黑幫成員 後槍殺馬輝                                                                              |
| 鄧永豪 |        | 黃志成   | 韓國居民 佔美之兄弟 最後槍殺龍飛                                                                     |

## 外部連結
- 香港影庫上《古惑仔之火拼街頭》的資料（繁體中文）